# Comunalidad
La Comunalidad es un concepto surgido principalmente de dos pensadores indígenas, Floriberto Díaz (mixe) y Jaime Martínez Luna (zapoteco), que buscan explicar la forma de vida de las comunidades originarias. Cada uno de los autores tienen su propio concepto de lo que es comunalidad. De acuerdo con Floriberto Díaz:
Expresa principios y verdades universales en lo que respecta a la sociedad indígena, la que habrá que entenderse de entrada no como algo opuesto, sino como diferente de la sociedad occidental. Para entender cada uno de sus elementos hay que tener en cuenta ciertas nociones: lo comunal, lo colectivo, la complementariedad y la integridad. Sin tener presente el sentido comunal e integral de cada parte que pretendamos comprender y explicar, nuestro conocimiento estará siempre limitado.
Por otro lado, la comunalidad para Jaime Martínez Luna:  
La comunalidad, que es nuestra manera de pensar, se origina en la historia del despojo; en la obligada relación que hemos mantenido con los territorios que nos dejó la conquista y la explotación voraz de la tierra. Es decir, la comunalidad es también fruto de la resistencia a la historia colonial. 
Para Benjamín Maldonado, "la comunalidad es entendida como un modo de vida que se desarrolla en un contexto organizativo específico, que es el tejido social comunitario".

Por su parte la Academia Mexicana de la Lengua describe la comunalidad como:
La voz comunalidad se emplea, en general, para referirse a la organización comunitaria de los pueblos originarios o al conjunto de elementos físicos, materiales, espirituales e ideológicos que comparten. La comunalidad tiene como base el cumplimiento de las obligaciones comunes.

## Los elementos de la comunalidad
Para Floriberto Díaz, la comunalidad tiene cinco elementos fundamentales: 1) la tierra, 2) el consenso en asamblea para tomar decisiones, 3) el ejercicio de la autoridad como un servicio gratuito, 4) el trabajo colectivo (tequio) y 5) los ritos y ceremonias.
En cambio, para Martínez Luna, los elementos de la comunalidad son: la naturolatría, la comunalicracia, el derecho y la cultura propios, la tecnología, la resistencia, la unidad de todos, la adecuación, la compartencia, entre otras.
Para Rendón, la comunalidad tiene cuatro elementos: 1) el poder comunal, 2) el trabajo comunal, 3) la fiesta comunal, y 4) el territorio comunal.

## Filosofía de la comunalidad
Jaime Martínez Luna desarrolla varios momentos que caracterizan a la filosofía de la comunalidad:
Emana de su ejercicio una filosofía natural sustentada en cuatro momentos indisolublemente unidos e integrados: a) La naturaleza, geografía, territorio, tierra o suelo que se pisa; b) Sociedad, comunidad, familia que pisa esa naturaleza, geografía o suelo; c) Trabajo, labor, actividad que realiza la sociedad, comunidad, familia que pisa ese suelo; y finalmente d) lo que obtiene o consigue, goce, bienestar, fiesta, distracción, satisfacción, cansancio con su trabajo, labor, o actividad esa sociedad, comunidad que pisa ese suelo, territorio o naturaleza.